# Gisèle Berstein
Pour les articles homonymes, voir Berstein.
Gisèle Berstein, née Hofman le 23 mai 1932 à Pantin et morte le 28 avril 2024 à Paris, est une historienne et enseignante française. Elle spécialiste de l'histoire politique et du Sénat pendant la Troisième République.
Professeure agrégée, elle publie des ouvrages ou manuels sur l'histoire contemporaine de la France pendant plusieurs décennies, à partir des années 1970. En 2012, elle devient docteure en histoire et consacre une thèse à l'histoire du Sénat et la Troisième République pendant l’entre-deux-guerres.
Elle publie de nombreux ouvrages avec son mari l'historien Serge Berstein pendant plusieurs décennies.

## Biographie

### Naissance et carrière d'enseignante
Gisèle Madeleine Hofman est née le 23 mai 1932 à Pantin (Seine-Saint-Denis). Elle débute son parcours professionnel en tant qu'institutrice et devient professeure agrégée d'histoire,.

### Épouse de Serge Berstein et collaboration éditoriale historique
Lorsque Serge Berstein et Pierre Milza s'associent pour réaliser le projet éditorial de création de manuels scolaires proposés par l'éditeur Nathan dans les annnées 1970, l'enseignante Gisèle Berstein participe au projet. Le premier manuel est publié en 1978. Il sera suivi de manuels publiés pendant de nombreuses décennies, jusqu'en 2021.
Entre 1970 et les années 2010, elle publie 94 ouvrages ou manuels en collaboration avec son mari Serge Berstein et 61 ouvrages ou manuels avec Pierre Milza. Les trois historiens collaborent avec les éditions Nathan puis Hatier.

### Docteure en histoire et spécialiste du Sénat
En 2014, elle est l'autrice de l'ouvrage Le Sénat sous la IIIe République (1920-1940), la version publiée de sa thèse soutenue en novembre 2012 sous la direction de l'historien Philippe Levillain à l'Université de Paris-Ouest-Nanterre-La Défense,. Son ouvrage permet de combler un vide historiographique français sur le sujet.
Gisèle Berstein meurt le 28 avril 2024 à Paris, dans le 13e arrondissement.

## Publications

### Ouvrages
- En collaboration avec Serge Berstein, La Troisième République, Paris, MA Editions, 1987, 356 p. (ISBN 2-86676-244-4).
- En collaboration avec Serge Berstein, Dictinnaire historique de la France contemporaine, tome 1 : 1870-1945, Paris, Editions Complexe, 1995, 822 p. (ISBN 2870275498).
- Le Sénat sous la IIIe République 1920-1940, Paris, CNRS Éditions, 2014, 496 p. (ISBN 978-2271079794).

### Direction ou contributions d'ouvrages ou manuels
- Gisèle Berstein (dir) et al, Histoire et géographie avec le Transatlas 5e, Nathan, 1978.
- Autrice dans Serge Berstein (dir) et Pierre Milza (dir), Histoire: classe de premiere : la guerre et la crise, Nathan, coll. Berstein-Milza, 1982.
- Autrice dans Serge Berstein (dir) et Pierre Milza (dir), Histoire : classe terminale, de 1939 à nos jours, Nathan, coll. Berstein-Milza, 1983.